# Sangue sull'asfalto
Sangue sull'asfalto (Délit de fuite) è un film del 1959 diretto da Bernard Borderie.
Il film è tratto dal romanzo Una spina nel cervello (Hit and run) di James Hadley Chase.

## Trama
Un giornalista è soggetto a una manipolazione per fargli commettere un omicidio mascherato da incidente d'auto.

## Distribuzione
Il film è uscito nelle sale francesi l'11 marzo del 1959.